# ژلژنگتسا (استان لهستان بزرگ‌تر)
ژلژنگتسا (به لهستانی:  Żeleźnica) یک روستا در لهستان است که در گمینا کراینکا واقع شده‌است. ژلژنگتسا ۱۰۰ نفر جمعیت دارد.